# ألوئز (ويسكونسن)
ألوئز (بالإنجليزية: Allouez, Wisconsin)‏ هي بلدة تقع في الولايات المتحدة في Brown County. يقدر عدد سكانها بـ 13,975 نسمة ومساحتها 13.34 كم2وترتفع عن سطح البحر 182 متر.

## التركيبة السكانية
قام مكتب تعداد الولايات المتحدة بتحديد بيانات التركيبة السكانية لألوئز في تعداد الولايات المتحدة. في ما يلي، التركيبة السكانية حسب تعدادي 2000 و2010.

### تعداد عام 2000
بلغ عدد سكان ألوئز 15,443 نسمة بحسب تعداد عام 2000، وبلغ عدد الأسر 5,397 أسرة وعدد العائلات 3,815 عائلة مقيمة في القرية.
وتوزع التركيب العرقي للقرية بنسبة 92.07% من البيض و 1.15% من الأمريكيين الأصليين و 0.84% من الأمريكيين ذوي الأصول الآسيوية و 0.01% من سكان جزر المحيط الهادئ و 4.64% من الأمريكيين الأفارقة و 0.67% من عرقين مختلطين أو أكثر.
بلغ عدد الأسر 5,397 أسرة كانت نسبة 32.1% منها لديها أطفال تحت سن الثامنة عشر تعيش معهم، وبلغت نسبة الأزواج القاطنين مع بعضهم البعض 61.5% من أصل المجموع الكلي للأسر، ونسبة 7.2% من الأسر كان لديها معيلات من الإناث دون وجود شريك، وكانت نسبة 29.3% من غير العائلات. تألفت نسبة 24.3% من أصل جميع الأسر من أفراد ونسبة 10.3% كانوا يعيش معهم شخص وحيد يبلغ من العمر 65 عاماً فما فوق. وبلغ متوسط حجم الأسرة المعيشية 2.95، أما متوسط حجم العائلات فبلغ 2.45.
بلغ العمر الوسطي للسكان 38 عاماً. وكانت نسبة 22.1% من القاطنين تحت سن الثامنة عشر، وكانت نسبة 9.0% بين الثامنة عشر والأربعة وعشرون عاماً، ونسبة 31.0% كانت واقعةً في الفئة العمرية ما بين الخامسة والعشرون حتى والأربعة وأربعون عاماً، ونسبة 23.1% كانت ما بين الخامسة والأربعون حتى الرابعة والستون، ونسبة 14.7% كانت ضمن فئة الخامسة والستون عاماً فما فوق. يوجد لكل 100 أنثى 115.5 ذكر، ويوجد لكل 100 أنثى في الثامنة عشر من عمرها فما فوق 117.4 ذكر.
بلغ متوسط دخل الأسرة في القرية 55,850 دولار، أما متوسط دخل العائلة فبلغ 62,855 دولار. وكان متوسط دخل الذكور 40,055 دولار مقابل 26,822 دولار للإناث. وسجل دخل الفرد الخاص بالقرية 25,535 دولار. وكانت نسبة 1.4% من العائلات ونسبة 3.5% من السكان تحت خط الفقر، وكان من هؤلاء نسبة 3.2% تحت سن الثامنة عشر ونسبة 7.6% في الخامسة والستين من العمر وما فوق.

### تعداد عام 2010
بلغ عدد سكان ألوئز 13,975 نسمة بحسب تعداد عام 2010، وبلغ عدد الأسر 5,432 أسرة وعدد العائلات 3,580 عائلة مقيمة في القرية. في حين سجلت الكثافة السكانية 3,031.5 نسمة لكل ميل مربع (1,170.5/كم2). وبلغ عدد الوحدات السكنية 5,707 وحدة بمتوسط كثافة قدره 1,238.0 لكل ميل مربع (478.0/كم2).
وتوزع التركيب العرقي للقرية بنسبة 89.7% من البيض و 1.0% من الأمريكيين الأصليين و 1.8% من الأمريكيين ذوي الأصول الآسيوية و 0.1% من سكان جزر المحيط الهادئ و 5.0% من الأمريكيين الأفارقة و 1.5% من عرقين مختلطين أو أكثر.
بلغ عدد الأسر 5,432 أسرة كانت نسبة 28.3% منها لديها أطفال تحت سن الثامنة عشر تعيش معهم، وبلغت نسبة الأزواج القاطنين مع بعضهم البعض 54.8% من أصل المجموع الكلي للأسر، ونسبة 7.9% من الأسر كان لديها معيلات من الإناث دون وجود شريك، بينما كانت نسبة 3.2% من الأسر لديها معيلون من الذكور دون وجود شريكة وكانت نسبة 34.1% من غير العائلات. تألفت نسبة 28.0% من أصل جميع الأسر من أفراد ونسبة 12.5% كانوا يعيش معهم شخص وحيد يبلغ من العمر 65 عاماً فما فوق. وبلغ متوسط حجم الأسرة المعيشية 2.88، أما متوسط حجم العائلات فبلغ 2.35.
بلغ العمر الوسطي للسكان 41 عاماً. وكانت نسبة 20.5% من القاطنين تحت سن الثامنة عشر، وكانت نسبة 7.8% بين الثامنة عشر والأربعة وعشرون عاماً، ونسبة 26.4% كانت واقعةً في الفئة العمرية ما بين الخامسة والعشرون حتى والأربعة وأربعون عاماً، ونسبة 28.5% كانت ما بين الخامسة والأربعون حتى الرابعة والستون، ونسبة 16.7% كانت ضمن فئة الخامسة والستون عاماً فما فوق. وتوزع التركيب الجنسي للسكان بنسبة 52.3% ذكور و47.7% إناث.